# Ирина Роднина
Ири́на Константи́новна Роднина́ (р. 12 септември 1949, Москва) е руска и съветска фигуристка (3-кратна олимпийска шампионка, 10-кратна световна шампионка), руска треньорка по фигурно пързаляне, руска обществена и държавна деятелка (депутат от Държавната Дума и Съвета на федерацията, член на генералния съвет на партия „Единна Русия“).
Със своите 10 последователни световни (1969 – 1978), 3 последователни олимпийски (1972, 1976, 1980) и 11 европейски титли (1969 – 1978 и 1980) Роднина е сред най-титулуваните и доминантни състезатели във всички спортове.
Заедно с Владислав Третяк запалва олимпийския огън на церемонията по откриване на Двадесет и вторите олимпийски игри в Сочи 2014 г.

## Биография
Като дете Ирина боледува 11 пъти от пневмония, заради което родителите ѝ решават през 1954 г. да я запишат на курс по фигурно пързаляне. През 1958 г. след конкурс е включена в отбора на ЦСКА, Москва. От 6 клас учи и тренира в детско-юношеската спортна школа на ЦСКА. През 1963 г. с първия си партньор Олег Власов се класира на 3-то място във всесъюзното първенство за юноши.
С треньор Станислав Жук
От 1964 г. тренира под ръководството на изтъкнатия съветски треньор Станислав Жук, който я събира в двойка с Алексей Уланов. През декември 1966 г. двойката дебютира на международен турнир в Москва. Още през следващия сезон двойката заема трето място на шампионата на СССР, след което е включена в сборния отбор на страната. Жук, който по онова време е новатор във фигурното пързаляне, непрекъснато усложнява програмата им, като за пръв път в историята на спортните двойки включва паралелен двоен скок (аксел) и комбинация от скокове. На първото си европейско първенство през 1969 двойката пристига без треньор поради забрана за пътуване в чужбина на Жук. В задължителната програма се класират втори, но благодарение на по-сложните елемени и високото темпо във волната програма печелят първо място. На Роднина е присвоено званието заслужил майстор на спорта.
На световния шампионат през 1969 Роднина и Уланов печелят с пълно превъзходство като и в двете програми всички съдии ги класират на първо място.
На Зимните олимпийски игри през 1972 г. независимо от някои грешки печелят титлата с малка преднина. За победата е наградена с орден „Червено знаме на труда“ от Президиума на Върховния съвет на СССР.
През 1972 г., ден преди световния шампионат, Ирина пада на тренировка и получава мозъчно сътресение, но въпреки това двойката печели четвъртата си и последна световна титла. След шампионата двойката се разпада, когато Уланов решава да се състезава със съпругата си Людмила Смирнова.
През април 1972 г. Жук предлага на Роднина да се събере с младия ленинградски фигурист Александър Зайцев. На европейския шампионат през 1973 г. в Кьолн Роднина – Зайцев изпреварват двойката Смирнова – Уланов с единодушното мнение на всички съдии, като получават 12 максимални оценки 6 от 18 възможни.
На световния шампионат през 1973 г. в Братислава, ЧССР се случва инцидент, влязъл в историята на фигурното пързаляне. Заради късо съединение озвучението в залата прекъсва по време на волната програма на Роднина и Зайцев. Треньорът Станислав Жук им дава знак да продължат и двойката довършва програмата си без музика под бурните аплодисменти на залата. (Впоследствие се изяснява, че късото съединение е саботаж на чешки сътрудник заради събитията от Пражката пролет).
През 1974 г. Ирина завършва Централния институт по физическа култура.
С треньор Татяна Тарасова
През 1974 г. отношенията между двойката и треньора им се усложняват и фигуристите по своя инициатива преминават при младата по онова време треньорка Татяна Тарасова. Тарасова има коренно различен от Жук подход към спортистите, като ги третира по-скоро като равнопоставени партньори, а също така и набляга на художествената изразителност във фигурното пързаляне.
На световния шампионат през 1975 г. двойката отново печели първото място. Роднина става член на КПСС и се жени за партньора си Зайцев през 1975 г.
На Олимпийските игри през 1976 г. Зайцев допуска няколко грешки, но въпреки това получават високи оценки от всички съдии и печелят първо място.
На световния шампионат през 1977 г. съветският съдия единствен дава максимална оценка от 6,0, което предизвиква скандал и отстраняване на всички съветски съдии до края на сезона.
Двойката пропуска сезон 1978/79 г. заради раждането на сина им Александър.
През 1980 г. на Олимпийските игри двойката отново печели титлата (2-ра за Зайцев и 3-та за Роднина), след което прекратяват спортната си дейност.

## Треньорска дейност
След приключване на спортната си кариера Роднина работи в ЦК на ВЛКСМ, след това като старши треньор в клуб „Динамо“, преподава в Института по физкултура. В периода 1990 – 2002 живее в САЩ, работи като треньор в международния център по фигурно пързаляне в Лейк Ероухед близо до Лос Анджелис и получава американско гражданство. През 1995 г. нейните ученици Радка Коваржикова и Рене Новотни печелят световната титла при спортните двойки, Роднина е удостоена с гражданство на Чехия. Помага за подготовката на Мишел Кван и Анжела Никодинов.

## Политическа дейност
През декември 2007 г. Роднина е избрана за депутат на V събрание на Държавната дума в листата на „Единна Русия“ от Омска област. Заема поста заместник-председател на комитета по образование на Думата. През декември 2011 е преизбрана като депутат от VI събрание на Държавната дума.
Член е на Съвета по физкултура и спорт при президента на Руската федерация.

## Спортни постижения
(с А.Уланов)
| Състезания            | 1967 – 68 | 1968 – 69 | 1969 – 70 | 1970 – 71 | 1971 – 72 |
| --------------------- | --------- | --------- | --------- | --------- | --------- |
| Зимни олимпийски игри |           |           |           |           | 1         |
| Световни първенства   |           | 1         | 1         | 1         | 1         |
| Европейски първенства | 5         | 1         | 1         | 1         | 1         |
| Шампионати на СССР    | 3         | 3         | 1         | 1         |           |

(с А.Зайцев)
| Състезания            | 1972 – 73 | 1973 – 74 | 1974 – 75 | 1975 – 76 | 1976 – 77 | 1977 – 78 | 1978 – 79 | 1979 – 80 |
| --------------------- | --------- | --------- | --------- | --------- | --------- | --------- | --------- | --------- |
| Зимни олимпийски игри |           |           |           | 1         |           |           |           | 1         |
| Световни първенства   | 1         | 1         | 1         | 1         | 1         | 1         |           |           |
| Европейски първенства | 1         | 1         | 1         | 1         | 1         | 1         |           | 1         |
| Шампионати на СССР    | 1         | 1         | 1         |           | 1         |           |           |           |